# يهودية أصولية
الاصولية اليهودية (بالعبرية: פונדמנטליזם יהודי) من الممكن ان يشار اليها بالديانة الصهيونية المتشددة  أو بالاشكنازية أو الاسفاردية حريدية أو اليهودية الحريدية. كان مصطلح «الأصولية» يستخدم في الاساس للإشارة إلى مجموعة محددة من المسيحيين ولكنه اليوم يشير إلى أي حركة منافية للعصرية لأي يدين من الاديان بناءاً على التفسير الحرفي للنصوص الدينية.

## وصلات خارجية
- Jewish fundamentalism (Encyclopædia Britannica)
- Land and the Lord: Jewish Fundamentalism in Israel at جامعة بنسلفانيا
- The Appeal and Peril of Fundamentalism
- Washington Report: Jewish fundamentalism